# Indigofera alopecuroides
Indigofera alopecuroides là một loài thực vật có hoa trong họ Đậu. Loài này được (Burm.f.) DC. miêu tả khoa học đầu tiên.